# Tema da Ibéria
Tema da Ibéria (em grego: θέμα 'Ιβηρίας) foi um tema bizantino (uma província civil-militar) criado a partir de diversos territórios conquistados na Geórgia e Armênia pelo imperador Basílio II Bulgaróctono (r. 976–1025) e que eram parte dos domínios da Dinastia Bagrationi (r. 1000–1021) e de diversos pequenos reinos armênios incorporados no século XI. A população do tema - no auge -  era multiétnica de maioria armênia, inclusive uma considerável comunidade de rito calcedoniano a quem os bizantinos por vezes chamavam de "ibéricos", uma denominação greco-romana para os georgianos. O tema deixou de existir em 1074 após ser invadido pelos turcos seljúcidas.

## Fundação e expansão
O Tema da Ibéria foi criado pelo imperador Basílio II (r. 976–1025) a partir das terras herdadas do príncipe georgiano David III de Tao. Esta região - na fronteira entre a Armênia e a Geórgia nas proximidades de Tao/Taique, além de diversos distritos setentrionais da Armênia Ocidental, incluindo Teodosiópolis (Erzurum), Bassiana, Arquena, Apaúnia, Mardália, Caldoiariche e Chormaiari - haviam sido concedidas a David por seu importante auxílio a Basílio contra o comandante rebelde Bardas Esclero em 979. Porém, a sua relutância durante a revolta de Bardas Focas, o Jovem de 987 deixou os bizantinos desconfiados de sua fidelidade. Após o fracasso da revolta, David foi forçado a fazer de Basílio o herdeiro de suas enormes propriedades.
O imperador coletou sua herança com a morte de David em 1000, forçando seu sucessor, o monarca bagrationi georgiano Pancrácio III, a reconhecer o acordo. O filho de Pancrácio, Jorge I, porém, herdou uma reivindicação de longa data às posses de David. Assim, enquanto Basílio estava distraído com suas campanhas contra os búlgaros, Jorge conseguiu apoio para invadir Tao/Taique e Bassiana em 1014. Derrotado nas guerras bizantino-georgianas que se seguiram, Jorge teve que ceder ainda mais territórios - Cola, Atona e Javaquécia - para a coroa bizantina em 1022. Estas novas conquistas foram organizadas por Basílio no Tema da Ibéria, com capital em Teodosiópolis. Como resultado, o centro político do estado georgiano se deslocou para o norte, assim como grande parte da nobreza local, enquanto que o Império conseguiu firmar uma estratégica presença na região.
Basílio em seguida reivindicou o principal reino armênio nas mãos dos bagrátidas, o Reino de Ani, que na época estava dividido entre os filhos de Cacício I, João-Simbácio III e Asócio IV. Em 1022, João-Simbácio, como punição por ter apoiado a Geórgia, cedeu seu apanágio para o Império Bizantino. Já em meados da década de 1040, o imperador Constantino IX Monômaco (r. 1042–1055) havia vencido a resistência dos bagrátidas restantes em Ani e forçado o católico de todos os armênios Pedro a entregar toda a região em 1045. O reino foi fundido com o Tema da Ibéria e a capital foi transferida de Teodosiópolis para Ani. Daí em diante, o tema foi administrado em juntamente com a Grande Armênia e o par era chamado de Tema da Ibéria e Armênia.
Em 1064, o último reino armênio independente, o reino de Carse, foi absorvido pelos bizantinos quando Cacício II foi forçado a abdicar em favor de Constantino X (r. 1059–1067) para evitar que seu estado fosse conquistado pelos turcos seljúcidas. A família real se mudou para a Capadócia, provavelmente acompanhado por sua corte e nobres, que também foram convencidos pelos bizantinos a cederem seus territórios em troca de outros, mas para o ocidente e longe da fronteira. Esta mudança ocorreu logo após a captura de Ani pelos seljúcidas e volta da capital para Teodosiópolis.

## Ducado da Ibéria

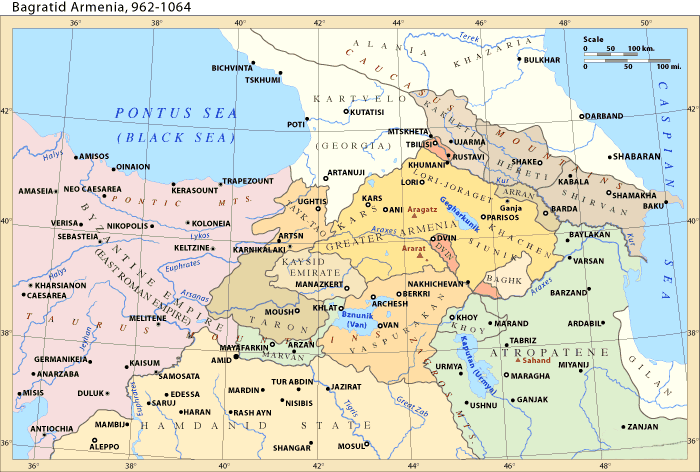
Estados bagrátidas na Grande Armênia entre 962 e 1064.

A cronologia exata do Tema da Ibéria e seus governadores não foi completamente esclarecida. Infelizmente, os poucos selos do tema ou da ambígua região da "Ibéria Interior" raramente podem ser datados com alguma precisão. Embora muitos acadêmicos defendam que o tema tenha sido provavelmente criado imediatamente após a anexação do principado de David de Tao, é difícil comprovar se o governo bizantino se estendeu até Tao e Taique de forma permanente ou se isso se deu somente após a derrota da Geórgia em 1022. Também é impossível identificar qualquer um dos comandantes militares na região antes da nomeação, em 1025-1026, do eunuco Nicetas da Pisídia como duque ou catepano da Ibéria. Alguns estudiosos acreditam, porém, que o primeiro duque da Ibéria tenha sido ou Romano Dalasseno ou seu irmão, Teofilacto, nomeado entre 1022 e 1027, logo após a vitória de Basílio em suas campanhas contra os georgianos. A partir de 1071, Gregório Pacuriano foi o governador do Tema da Ibéria como duque de Teodosiópolis.
O governador ibério era ajudado por oficiais fiscais, juízes e por coadministradores que também acumulavam funções militares. Entre estes oficiais, estava o "doméstico do oriente", os administradores das subdivisões do tema, e, ocasionalmente, os legados enviados pelo imperador. Além das guarnições bizantinas regulares, um exército local de soldados-camponeses protegia a região e recebia, em troca, seus soldados recebiam terras livres de impostos do governo. Isto mudou, porém, quando Constantino IX Monômaco (r. 1042–1055) debandou o exército do Tema da Ibéria, provavelmente com cinco mil homens, convertendo suas obrigações militares no pagamento de impostos. O imperador também enviou um tal de Serblias para realizar um inventário e para coletar os impostos que não tinham sido pagos anteriormente.

## Fim do Tema da Ibéria
As reformas de Constantino provocaram um enorme descontentamento na região e a deixaram exposta a um ataque, o que foi agravado pelo deslocamento das guarnições locais para outros lugares. Elas primeiro foram utilizadas para esmagar a revolta de Leão Tornício - um antigo catepano da Ibéria (1047) - na Macedônia e depois para conter um avanço dos pechenegues.
Em 1048-1049, os turcos seljúcidas comandados por Ibraim Inal fizeram a sua primeira incursão na região e travaram combate um exército combinado bizantino-armênio e georgiano de 50 mil pessoas na Batalha de Capetron em 10 de setembro de 1048. Durante esta expedição, dezenas de milhares de cristãos foram massacrados e várias regiões foram reduzidas a cinzas. Em 1051-1052, Eustácio Boilas, um magnata bizantino que se mudou da Capadócia para o Tema da Ibéria, relatou que a terra estava "fétida e intratável... habitada por cobras, escorpiões e feras selvagens".
O Tema da Ibéria não sobreviveu muito tempo após o desastre da derrota bizantina para o sultão seljúcida Alparslano na Batalha de Manzicerta, no norte do lago de Vã, em 26 de agosto de 1071. Ele pode ter resistido até 1074, quando Gregório Pacuriano, um governador bizantino, cedeu formalmente uma parte do tema, incluindo Tao/Taique e Carse para o rei Jorge II da Geórgia, o que não ajudou, porém, a deter o avanço turco e a área se tornou um campo de batalha para as guerras georgiano-seljúcidas.